# Rust Belt

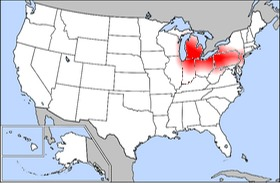
Verbreitung des Manufacturing/Rust Belt

Der Rust Belt („Rostgürtel“), früher Manufacturing Belt, ist die älteste und größte Industrieregion der USA. Er erstreckt sich im Nordosten der USA entlang der Großen Seen von Chicago über Detroit, Cleveland, Cincinnati und Pittsburgh bis an die Ostküste zu den Ausläufern der Metropolregionen Boston, Washington, D.C. und New York City. Damit umfasst er Teile der Staaten Illinois, Indiana, Michigan, Ohio, Pennsylvania, New York (Upstate New York) und New Jersey, teilweise wird auch noch West Virginia hinzugezählt, das ein Zentrum des Kohlebergbaus war. Seltener werden auch Teile Iowas und Wisconsins zum Rust Belt gezählt.

## Industrialisierung
Die Industrialisierung setzte nach der Unabhängigkeitserklärung 1776 ein. Die erste Manufaktur war eine von einem Einwanderer aus England 1790 gegründete Baumwollspinnerei. Bald folgten weitere textilverarbeitende Betriebe, die meist an den Flüssen Neuenglands errichtet wurden. Die Hafenstädte an der Ostküste waren damals Einfallstore für die europäischen Einwanderer und wichtige Handelsplätze, aber sie gehörten nicht zum Rust Belt, der viel mehr durch Schwerindustrie, Eisen, Kohle und Stahl als durch Textilien und Handel geprägt ist.
Durch die Erschließung der Steinkohle- und Erzreviere in den Appalachen ab 1893 sowie der Eisenerzvorkommen am Ohio River ab 1865 verlagerte sich das Wachstum in das westliche Pennsylvania. Die beginnende Erdölförderung in Titusville (Pennsylvania) ab 1859, die die Grundlage für die spätere Standard Oil Company bildete, beschleunigte den Vorgang zusätzlich. Vorangetrieben wurde die Entwicklung des Manufacturing Belt vom starken Ausbau des Eisenbahnnetzes der USA. Es entwickelte sich eine Verbundindustrie. Zu Beginn des 20. Jahrhunderts hatte der Manufacturing Belt seine volle Größe entfaltet; die am westlichen Ende gelegenen Großstädte Chicago und Milwaukee waren in dieser Zeit Zentrum der Lebensmittelindustrie, während sich die aufkommende Automobilindustrie auf Detroit und die Stahlindustrie auf Pittsburgh konzentrierte. Bis in die frühen 1970er Jahre war die Region das mit Abstand größte Industriegebiet der Vereinigten Staaten und eines der größten weltweit.

## Krise

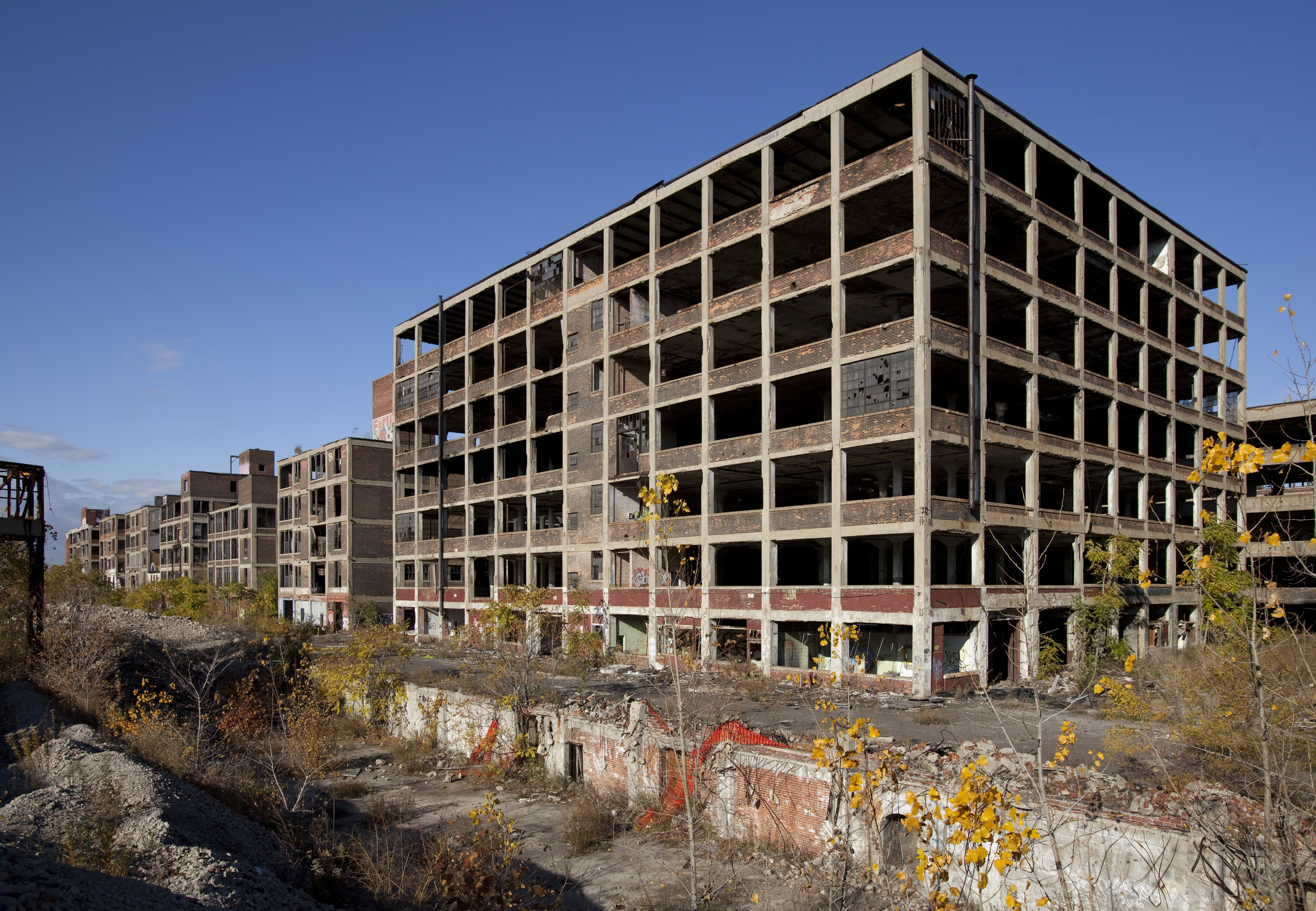
Stillgelegtes Werksgelände des Automobilherstellers Packard in Detroit

Mit der Krise der 1970er Jahre begann der Übergang vom Manufacturing Belt zum Rust Belt (Rust wegen der niedergegangenen alten Stahlindustrie), die wirtschaftliche Bedeutung der Region nahm rapide ab. Erste Anzeichen für einen Niedergang oder zumindest für eine strukturelle Krise gab es bereits gegen Ende des 19. Jahrhunderts, als ein Großteil der Eisenerzförderung an den Oberen See verlegt wurde. In den 1960er Jahren begann mit der Abwanderung der Schwerindustrie in die billiger produzierenden Entwicklungsländer der eigentliche Niedergang, Arbeitsplätze in Bergbau und Schwerindustrie verschwanden. An die Stelle des Manufacturing Belts als wachstumsstärkste Region ist heute der Sun Belt im Süden des Landes getreten. Dieser Strukturwandel wirkte sich regional unterschiedlich aus: Städte wie Cincinnati oder Pittsburgh zogen Technologie- und Dienstleistungsunternehmen an, in denen zahlreiche neue Arbeitsplätze geschaffen wurden, andere wie Detroit oder Youngstown verloren seit den 1960er Jahren über 60 Prozent ihrer Bevölkerung und sind von hoher Arbeitslosigkeit, Kriminalität und urbanem Verfall geprägt.
| Stadt, Bundesland           | Bevölkerung absolut | Bevölkerung absolut | Bevölkerung absolut | Änderung    | Änderung    | Höchststand     |
| Stadt, Bundesland           | Jahr 2000           | Jahr 2015           | Jahr 2020           | 2000→ 2015→ | 2015→ 2020→ | Höchststand     |
| --------------------------- | ------------------- | ------------------- | ------------------- | ----------- | ----------- | --------------- |
| Detroit, Michigan *)        | 951.270             | 677.116             | 639.111             | −28,8 %     | −5,6 %      | 1950: 1.849.568 |
| Gary, Indiana               | 102.746             | 77.156              | 69.093              | −24,9 %     | −10,5 %     | 1960: 0.178.320 |
| Flint, Michigan             | 124.943             | 98.310              | 81.252              | −21,3 %     | −17,4 %     | 1960: 0.196.940 |
| Youngstown, Ohio            | 82.026              | 64.628              | 60.068              | −21,2 %     | −7,1 %      | 1950: 0.168.330 |
| Saginaw, Michigan           | 61.799              | 49.347              | 44.202              | −20,1 %     | −10,4 %     | 1960: 0.098.265 |
| Cleveland, Ohio             | 478.403             | 388.072             | 372.624             | −18,9 %     | −4,0 %      | 1950: 0.914.808 |
| Dayton, Ohio                | 166.179             | 140.599             | 137.644             | −15,4 %     | −2,1 %      | 1960: 0.262.332 |
| Niagara Falls, New York **) | 55.593              | 48.916              | 48.671              | −12,0 %     | −0,5 %      | 1960: 0.102.394 |
| Buffalo, New York           | 292.648             | 258.071             | 278.349             | −11,9 %     | +7,9 %      | 1950: 0.580.132 |
| Canton, Ohio                | 80.806              | 71.885              | 70.872              | −11,0 %     | −1,4 %      | 1950: 0.116.912 |
| Toledo, Ohio                | 313.619             | 279.789             | 270.871             | −10,8 %     | −3,2 %      | 1970: 0.383.818 |
| Lakewood, Ohio              | 56.646              | 50.656              | 50.942              | −10,6 %     | +0,6 %      | 1930: 0.070.509 |
| Decatur, Illinois           | 81.860              | 73.254              | 70.522              | −10,5 %     | −3,7 %      | 1980: 0.094.081 |
| Cincinnati, Ohio            | 331.285             | 298.550             | 309.317             | −9,9 %      | +3,6 %      | 1950: 0.503.998 |
| Pontiac, Michigan           | 66.337              | 59.917              | 61.606              | −9,7 %      | +2,8 %      | 1970: 0.085.279 |
| St. Louis, Missouri         | 348.189             | 315.685             | 301.578             | −9,3 %      | −4,5 %      | 1950: 0.856.796 |
| Akron, Ohio                 | 217.074             | 197.542             | 190.469             | −9,0 %      | −3,6 %      | 1960: 0.290.351 |
| Pittsburgh, Pennsylvania    | 334.563             | 304.391             | 302.971             | −9,0 %      | −0,5 %      | 1950: 0.676.806 |
| Springfield, Ohio           | 65.358              | 59.680              | 58.662              | −8,7 %      | −1,7 %      | 1960: 0.082.723 |
| Lorain, Ohio                | 68.652              | 63.647              | 65.211              | −7,3 %      | +2,5 %      | 1970: 0.078.185 |
| Charleston, West Virginia   | 53.421              | 49.736              | 48.864              | −6,9 %      | −1,8 %      | 1960: 0.085.796 |
| Parma, Ohio                 | 85.655              | 79.937              | 81.146              | −6,7 %      | +1,5 %      | 1970: 0.100.216 |
| Chicago, Illinois           | 2.896.016           | 2.720.546           | 2.746.388           | −6,1 %      | +0,9 %      | 1950: 3.620.962 |
| South Bend, Indiana         | 107.789             | 101.516             | 103.453             | −5,8 %      | +1,9 %      | 1960: 0.132.445 |

Zum Vergleich die Entwicklung grenznaher kanadischer Städte:
| Stadt, Bundesland          | Bevölkerung absolut | Bevölkerung absolut | Bevölkerung absolut | Änderung    | Änderung    | Stand 1951      |
| Stadt, Bundesland          | Jahr 2001           | Jahr 2016           | Jahr 2021           | 2001→ 2016→ | 2016→ 2021→ | Stand 1951      |
| -------------------------- | ------------------- | ------------------- | ------------------- | ----------- | ----------- | --------------- |
| St. Catharines, Ontario    | 129.170             | 133.113             | 136.803             | +3,1 %      | +2,8 %      | 1951: 0.037.984 |
| Windsor, Ontario *)        | 208.402             | 217.188             | 229.660             | +4,2 %      | +5,7 %      | 1951: 0.120.049 |
| Toronto, Ontario           | 2.481.494           | 2.731.571           | 2.794.356           | +10,0 %     | +2,3 %      | 1951: 1.117.470 |
| Niagara Falls, Ontario **) | 78.815              | 88.071              | 94.415              | +11,7 %     | +7,2 %      | 1951: 0.022.874 |

**) Detroit (Michigan) und Windsor (Ontario) grenzen direkt aneinander, nur getrennt durch den Detroit River.

**) Niagara Falls (New York) und Niagara Falls (Ontario) grenzen direkt aneinander, nur getrennt durch den Niagara River.

## Politik
Durch die durch Industriearbeiter geprägte Bevölkerungsstruktur galten vor allem die urbanen Zentren des Rust Belt als Hochburg der Demokratischen Partei und damit Teil der sogenannten Blue Wall (dt.: blaue Mauer). Donald Trumps Wahlsieg 2016 war maßgeblich darauf zurückzuführen, dass es ihm gelang, die Wähler in den Staaten Pennsylvania, Michigan und Wisconsin anzusprechen. Das Buch Shattered: Inside Hillary Clinton’s Doomed Campaign schildert die Mühe von Hillary Clinton, die von der wirtschaftlichen Entwicklung enttäuschten Industriearbeiter mit glaubwürdigen politischen Botschaften zu motivieren. Das 2016 veröffentlichte Buch Hillbilly-Elegie von JD Vance, Trumps Running Mate 2024, schildert das Aufwachsen in der Region.